# Boyds Corner
Boyds Corner é uma comunidade sem personalidade jurídica do Condado de New Castle, Delaware, Estados Unidos. Boyds Corner está localizado na intersecção da Rota 13 com a Rota 896 ao norte de Odessa.